# 5.º Prêmio Angelo Agostini
O 5.º Prêmio Angelo Agostini (também chamado Troféu Angelo Agostini) foi um evento organizado pela Associação dos Quadrinhistas e Caricaturistas do Estado de São Paulo (ACQ-ESP) com o propósito de premiar os melhores lançamentos brasileiros de quadrinhos de 1988 em diferentes categorias.

## Prêmios
| Categoria                    | Vencedores                                                                        |
| ---------------------------- | --------------------------------------------------------------------------------- |
| Mestre do Quadrinho Nacional | Álvaro de Moya                                                                    |
| Mestre do Quadrinho Nacional | Jaguar                                                                            |
| Mestre do Quadrinho Nacional | Rubens Francisco Lucchetti                                                        |
| Desenhista                   | Laerte Coutinho                                                                   |
| Roteirista                   | Luiz Antonio Aguiar                                                               |
| Lançamento                   | Seleções do Quadrix: Garra Cinzenta Francisco Armond e Renato Silva (Edições Waz) |
| Troféu Jayme Cortez          | Jal e Gualberto                                                                   |